# Elecciones federales de Canadá de 2006
Las elecciones federales de Canadá de 2006  (formalmente, la 39.ª Elección General de Canadá) se celebraron el lunes 23 de enero de 2006 para elegir a los Miembros del Parlamento de la Cámara de los Comunes de Canadá, el proceso electoral se realizó de manera adelantada, pues solamente habían pasado 19 meses desde las últimas elecciones, celebradas en junio de 2004.
El Partido Conservador ganó las votaciones tras conseguir 124 escaños de los 308 en juego. El 6 de febrero Stephen Harper asumió el cargo de Primer Ministro de Canadá con un gobierno en minoría.

## Convocatoria
El 28 de noviembre de 2005 los tres partidos de la oposición aprobaron una moción de censura en contra del Primer Ministro Paul Martin, las fuerzas políticas argumentaron la falta de autoridad moral de Martin por los escándalos de corrupción que afectaban a los liberales, por lo que el gobierno perdió la moción por 171 votos ante 133 favorables. El 29 de noviembre, la gobernadora general Michaëlle Jean disolvió el Parlamento y anunció la convocatoria electoral adelantada.

## Resultados electorales
| Partido                                                                                 | Partido                                     | Líder del partido  | Votos      | Votos    | Votos  | Escaños | Escaños | Escaños |
| Partido                                                                                 | Partido                                     | Líder del partido  |            | %        | +/− %  |         | %       | +/−     |
| --------------------------------------------------------------------------------------- | ------------------------------------------- | ------------------ | ---------- | -------- | ------ | ------- | ------- | ------- |
|                                                                                         | Partido Conservador                         | Stephen Harper     | 5,374,071  | 36.27%   | +6.64% | 124     | 40%     | +25     |
|                                                                                         | Partido Liberal                             | Paul Martin        | 4,479,415  | 30.23%   | -6.50% | 103     | 33%     | -32     |
|                                                                                         | Bloc Québécois                              | Gilles Duceppe     | 1,553,201  | 10.48%   | -1.90% | 51      | 17.0%   | -3      |
|                                                                                         | Nuevo Partido Democrático                   | Jack Layton        | 2,589,597  | 17.48%   | +1.71% | 29      | 9.0%    | +10     |
|                                                                                         | Candidatos independientes                   | -                  | 81,860     | 0.55%    | -0.07% | 1       | 0.3%    | 0       |
|                                                                                         | Partido Verde                               | Jim Harris         | 664,068    | 4.48%    | +0.19% | -       | -       | -       |
|                                                                                         | Partido Patrimonial Cristiano               | Ron Gray           | 28,152     | 0.19%    | -0.11% | -       | -       | -       |
|                                                                                         | Partido Progresista                         | Tracy Parsons      | 14,151     | 0.10%    | +0.02% | -       | -       | -       |
|                                                                                         | Partido Marihuana                           | Blair Longley      | 9,171      | 0.06%    | -0.18% |         |         |         |
|                                                                                         | Partido Comunista (Marxista-Leninista)      | Sandra L. Smith    | 8,980      | 0.06%    | +0.00% | -       | -       | -       |
|                                                                                         | Partido Acción Canadiense                   | Connie Fogal       | 6,102      | 0.04%    | -0.02% | -       | -       | -       |
|                                                                                         | Partido Comunista                           | Miguel Figueroa    | 3,022      | 0.02%    | -0.01% | -       | -       | -       |
|                                                                                         | Partido Libertario                          | Jean-Serge Brisson | 7,300      | 0.05%    | +0.03% | -       | -       | -       |
|                                                                                         | Partido Nacional de los Primeros Pueblos    | Barbara Wardlaw    | 1,201      | 0.0081%  | -      | -       | -       | -       |
|                                                                                         | Bloque Occidental                           | Doug Christie      | 1,094      | 0.0074%  | -      | -       | -       | -       |
|                                                                                         | Alianza Animal y Votantes del Medioambiente | Liz White          | 72         | 0.00049% | -      | -       | -       | -       |
| Votantes                                                                                | Votantes                                    | Votantes           | 14,817,159 | 100      |        | 308     | 100.00% |         |
| Participación                                                                           | Participación                               | Participación      | 64.7%      |          |        |         |         |         |
| Fuente: Results Elections Canada Distribution of seats by political affiliation and sex |                                             |                    |            |          |        |         |         |         |